# Nelvina Barreto
Nelvina Barreto é uma política guineense , antiga Ministra da Guiné Bissau.

## Biografia
Nasceu em Bolama, estudou Direito na Faculdade de Direito de Lisboa. Consultora do NDI-National Democratic Institute, em programas de formação dos membros da ANP e de outras entidades estatais. Responsável da Carteira de Projetos e de Programas do Banco Africano de Desenvolvimento, em Angola. Coordenadora da MIGUILAN – organização de mulheres guineenses na Guiné-Bissau e na Diáspora. É membro fundador do Partido da Unidade Nacional – PUN em 2002, onde desempenhou a função da Secretária-geral e neste momento é vice-presidente do Partido. Foi ministra no executivo liderado por Aristides Gomes.